# Auguri professore
Auguri professore è un film del 1997 diretto da Riccardo Milani.
Ambientato nell'inverno del 1996, racconta la storia di un professore di lettere in crisi e della sua classe. La sceneggiatura è tratta dal libro Solo se interrogato, di Domenico Starnone.
È l'ultimo film di Duilio Del Prete che morì un anno dopo le riprese.

## Trama
Da giovane entusiasta insegnante di lettere nei primi anni settanta, il prof. Vincenzo Lipari si ritrova a essere una persona senza passione che quasi detesta il suo lavoro. Dopo molti anni ritrova, come collega supplente, la sua ex alunna Luisa Corleto, conosciuta nei primi anni di insegnamento.
Grazie a questo incontro Lipari rivivrà tutti i suoi momenti passati dell'infanzia, della vita da studente e i primi anni da professore in un paesino della montagna abruzzese.
Ciò permetterà al protagonista di entrare in sintonia con la sua classe e, grazie alle parole della sua ex-alunna che lo ringrazia di tutto ciò che le ha insegnato come docente, riscoprirà la passione per il suo lavoro e la voglia di tornare a essere la persona di una volta.

## Produzione

### Riprese
Il film è stato girato in parte a Roma per le scene della scuola, nella realtà il liceo scientifico "Benedetto Croce", e in parte nella Marsica per le scene della valle e del paese.

## Riconoscimenti
- 1998 - David di Donatello
  - Candidatura Migliore regista esordiente a Riccardo Milani
  - Candidatura Miglior attore protagonista a Silvio Orlando
- 1998 - Nastro d'argento
  - Candidatura Migliore attore protagonista a Silvio Orlando